# アトレティコ・ジュニオール
クルブ・デポルティーボ・ポプラール・ジュニオールFC SA（Club Deportivo Popular Junior F.C. S.A. (スペイン語発音: [ˈʝunjoɾ])）は、コロンビア第四の都市であるバランキージャを本拠地とするサッカークラブである。一般的には、2017年まで用いられていた名称であるアトレティコ・ジュニオール、都市名を加えたジュニオール・バランキージャ、または単にジュニオールと呼ばれる。

## 歴史
1924年8月7日に創設。コロンビアで3番目に古いサッカークラブとされている。1926年、地域リーグのリーガ・デ・フトボル・デル・アトランティコ（Liga de Fútbol del Atlántico）3部リーグに参加。3年後の1929年には1部リーグに昇格し、1932年に初優勝を遂げた。
1948年、この年から始まった国内プロサッカーリーグに参加。初年度はインデペンディエンテ・サンタフェに次ぐ2位であった。1970年は、1948年以来のリーグ2位となり、初めてコパ・リベルタドーレス出場権を獲得。1977年には、アルゼンチン人のフアン・ラモン・ベロンの活躍もありリーグ初優勝を遂げた。1990年代にはコロンビア代表カルロス・バルデラマを中心とした黄金時代を迎え、3年間で2回のリーグ優勝を経験した。
コパ・リベルタドーレスには1971年に初出場を果たした。同大会には2019年までに15回出場しており、最高位は1994年のベスト4である。

## ライバル
ジュニオールのライバルは、バランキージャと同じくカリブ海に面したサンタ・マルタを本拠地とするウニオン・マグダレナである。両者の対戦はクラシコ・コステーニョ（Clásico Costeño、海岸ダービー）と呼ばれている。

## タイトル

### 国内タイトル
- カテゴリア・プリメーラA：9回
  - 1977, 1980, 1993, 1995, 2004-II, 2010-I, 2011-II, 2018-II, 2019-I
- コパ・コロンビア：2回
  - 2015, 2017
- スーペルリーガ・コロンビアーナ：2回
  - 2019, 2020

### 国際タイトル
- リーボック・カップ：1回
  - 1997

### 地域タイトル（アマチュア）
- リーガ・デ・フトボル・デル・アトランティコ：1回
  - 1932

## 現所属メンバー
2023年7月18日 現在
注：選手の国籍表記はFIFAの定めた代表資格ルールに基づく。
| No. | Pos. |              | 選手名                       |
| --- | ---- | ------------ | ---------------------------- |
| 2   | DF   | コロンビア   | アルフォンソ・シマーラ       |
| 3   | DF   | コロンビア   | エドウィン・エレーラ         |
| 4   | MF   | コロンビア   | カルロス・シエラ             |
| 5   | MF   | コロンビア   | ジョン・ベレス               |
| 6   | MF   | コロンビア   | ディディエ・モレノ (第2主将) |
| 7   | MF   | コロンビア   | レイデル・ベリオ             |
| 8   | MF   | コロンビア   | フレディ・イネストロサ       |
| 9   | FW   | アルゼンチン | ゴンサロ・レンシナ           |
| 10  | MF   | ベネズエラ   | ルイス・ゴンサレス           |
| 11  | FW   | コロンビア   | パブロ・ロハス               |
| 12  | DF   | コロンビア   | ガブリエル・フエンテス       |
| 13  | DF   | コロンビア   | ニルソン・カストリジョン     |
| 14  | MF   | コロンビア   | ホーマー・マルティネス       |
| 16  | MF   | コロンビア   | ブラディミール・エルナンデス |
| 17  | FW   | コロンビア   | アンドレイ・エストゥピニャン |

| No. | Pos. |              | 選手名                       |
| --- | ---- | ------------ | ---------------------------- |
| 18  | DF   | アルゼンチン | エマヌエル・オリベーラ       |
| 19  | DF   | コロンビア   | ケビン・パディージャ         |
| 20  | FW   | コロンビア   | デイベル・カイセド           |
| 21  | DF   | コロンビア   | ワルメル・パチェコ           |
| 23  | FW   | コロンビア   | ステベン・ロドリゲス         |
| 24  | DF   | コロンビア   | ジェフェルソン・モレノ       |
| 25  | DF   | コロンビア   | ブライアン・セバージョス     |
| 26  | MF   | コロンビア   | ディエゴ・メンドーサ         |
| 28  | DF   | コロンビア   | ジャーメイン・ペーニャ       |
| 29  | MF   | コロンビア   | オマル・アルボルノス         |
| 30  | GK   | コロンビア   | ジェフェルソン・マルティネス |
| 31  | GK   | コロンビア   | ハイメ・アコスタ             |
| 70  | FW   | コロンビア   | カルロス・バッカ ()          |
| 77  | GK   | ウルグアイ   | サンティアゴ・メレ           |
| 99  | FW   | コロンビア   | ホセ・エナモラド             |

## 歴代監督
- アレクシス・ガルシア (2013)
- ミゲル・アンヘル・ロペス (2013-2014)
- ダビド・ピニージョス (2014)
- フリオ・コメサーニャ (2014)
- アレクシス・メンドーサ (2015-2016)
- ジョヴァンニ・エルナンデス (2016)
- アルベルト・ガメロ (2016-2017)
- フリオ・コメサーニャ (2017)
- アレクシス・メンドーサ (2017-2018)
- フリオ・コメサーニャ (2018)
- ルイス・フェルナンド・スアレス (2018-2019)
- フリオ・コメサーニャ (2019-2020)
- ルイス・アマラント・ペレア (2020-2021)
- アルトゥーロ・レジェス (2021)

## 歴代所属選手
GK
- ジーダ 1966-1968
- レネ・イギータ 2001-2002
- セバスティアン・ビエラ 2011-

DF
- カルロス・イスチア 1984-1985, 1987-1989
- エドガルド・バウサ 1983-1985
- ロベルト・カルロス・コルテス 2008

MF
- カルロス・バルデラマ 1993-1995
- ホルヘ・ボラーニョ 1993-1999
- ジオバンニ・エルナンデス 2008-2012

FW
- ガリンシャ 1968
- ネルソン・シルバ・パチェコ 1973-1976, 1978
- フアン・ラモン・ベロン 1976-1977
- イバン・レネ・バレンシアーノ 1993-1996, 2006
- テオフィロ・グティエレス 2007-2009